# Нагрудний знак «Почесний прикордонник України»
Нагрудний знак «Почесний прикордонник України» — відомча заохочувальна відзнака Державного комітету у справах охорони державного кордону України (Держкомкордон), Прикордонних військ України (ПВУ), а після реформування - Державної прикордонної служби України (ДПСУ).

## Історія нагороди
Наказом голови Держкомкордону України В.Банних № 216 від 27 травня 1997 року заснована заохочувальна відзнака нагрудний знак «Почесний прикордонник України». Автор художньо-конструкторського рішення - художник Микола Лебідь.
У 2013 році створено нову відзнаку нагрудний знак «Відзнака служби». За основу нового знаку використана концепція «Почесний прикордонник України» 1997 року Миколи Лебедя, з модифікаціями. Наказом МВС України від 16 квітня 2013 року «Про встановлення відомчих заохочувальних відзнак Державної прикордонної служби України» вручення нагрудного знаку «Почесний прикордонник України» припинено, запроваджена оновлена відзнака ДПСУ нагрудний знак «Відзнака служби».

## Положення про відзнаку
Положення про відзнаку «Почесний прикордонник України»
1. Відзнакою «Почесний прикордонник України» нагороджуються військовослужбовці, працівники за трудовим договором, ветерани Прикордонних військ та інші громадяни, які бездоганно прослужили у військах та зробили значний внесок в охорону державного кордону.
2. Рішення про нагородження відзнакою «Почесний прикордонник України» приймається Колегією Державного комітету у справах охорони державного кордону України.
3. Нагородження відзнакою здійснюється наказом Голови Держкомітету - командуючого Прикордонними військами України за поданням командуючих військами напрямів Прикордонних військ України, командирів частин, начальників військово-навчальних закладів, підприємств та організацій.
4. Вручення відзнаки здійснює Голова Держкомітету - командуючий Прикордонними військами України, або за його дорученням члени Колегії. Разом з відзнакою нагородженому вручається посвідчення за підписом Голови Держкомітету, а військовослужбовцям та працівникам за трудовим договором Прикордонних військ України, крім того, видається одноразова грошова винагорода у розмірі двох посадових окладів.
5. Про вручення відзнаки «Почесний прикордонник України» складається протокол, який зберігається у справах управління кадрів Держкомітету. У особовій справі особи, удостоєної відзнаки «Почесний прикордонник України», робиться відповідний запис із зазначенням дати і номера наказу.
6. Прізвище, ім'я та по батькові осіб, які нагороджені відзнакою «Почесний прикордонник», заносяться в Книгу пошани Прикордонних військ України.
7. Нагороджені відзнакою «Почесний прикордонник України» оголошуються Почесними прикордонниками військових частин, де раніше проходили (проходять) службу.
8. Відзнака «Почесний прикордонник України» носиться на грудях з правого боку та розміщується нижче державних нагород згідно з порядком, встановленим правилами носіння військової форми одягу.
9. Після смерті нагородженого відзнака «Почесний прикордонник України» та посвідчення про нагородження залишаються в сім'ї померлого як пам'ять.
10. У разі втрати (псування) атрибутів відзнаки «Почесний прикордонник України» дублікати, як правило, не видаються. їх може бути видано, як виняток, за умови, що нагороджений не міг запобігти втраті (псуванню) нагрудного знаку та посвідчення до нього.
11. Позбавлення відзнаки «Почесний прикордонник України» може бути здійснено Головою Державного комітету у справах охорони державного кордону України - командуючим Прикордонними військами України у разі скоєння нагородженим вчинку, що дискредитує звання прикордонника, або засудження за вчинення злочину.
12. Особам, нагородженим відзнакою «Почесний прикордонник України», надаються такі пільги:
  - користування лікувальними закладами (до яких були прикріплені) після звільнення з військової служби в запас чи відставку по досягненні граничного віку перебування на військовій службі, за станом здоров'я або у зв'язку з організаційно-штатними заходами;
  - надання щорічної основної відпустки у зручний для них час;
  - першочергове забезпечення путівками відповідно до установленого порядку оплати їх вартості та проїзду в санаторії, будинки відпочинку, пансіонати та турбази Прикордонних військ України, як в період служби, так і після звільнення військовослужбовців з військової служби в запас чи відставку по досягненні граничного віку перебування на військовій службі, за станом здоров'я або у зв'язку з організаційно-штатними заходами;
  - переважне право при наявності різних інших умов на забезпечення в Прикордонних військах житлом або поліпшення житлових умов, якщо вони перебувають на відповідному обліку;
  - військовослужбовцям, нагородженим відзнакою «Почесний прикордонник України», при звільненні в запас чи відставку надається право носіння військової форми одягу незалежно від вислуги років.

## Опис відзнаки
Опис заохочувальної відзнаки Держкомкордону «Почесний прикордонник України»
Нагрудний знак «Почесний прикордонник України» являє собою цільнозакінчену, вертикально-асиметричну, рівнозважену композицію, виготовлену з металів 2-х кольорів, жовтого (томпак) та білого (нейзильбер або мельхіор), і відповідає концепції державних нагород України. Центральним елементом композиції знаку є прикордонний стовп, виготовлений з білого металу, в верхній частині якого розміщений малий державний герб України (тризуб), виготовлений із жовтого металу. В нижній частині стовпа, лезом вгору, закомпонований меч з того ж білого металу. Верхня частина знаку - державний прапор України, розміщений на вертикальному древку. Стяг прапора - гаряча емаль синього та жовтого кольорів. Прикордонний стовп та древко прапора розділяють знак на дві рівнозважені частини. Ліва сторона - лаврова гілка, права - продовження стрічки прапора з променями сонця. Нижня частина знаку - картуш - стрічка з написом «Почесний прикордонник». Виконані рельєфно кольором натурального білого металу. На зворотній стороні знаку розміщується штифт та гвинт для кріплення до одягу та виштамповка для розміщення напису номера знаку нагородженого.

## Перші відзначені
Високим званням званням «Почесний прикордонник України» першими були відзначені:
- Президент України - Верховний Головнокомандувач Збройними Силами України КУЧМА Леонід Данилович; оголошений Почесним прикордонником Чернігівською загону прикордонного контролю;
- Прем'єр-міністр України ПУСТОВОЙТЕНКО Валерій Павлович; оголошений Почесним прикордонником Одеською морською прикордонного загону;
- Секретар Ради національної безпеки і оборони України ГОРБУЛІН Володимир Павлович; оголошений Почесним прикордонником Харківською загону прикордонною контролю;
- Директор Національного бюро розслідувань України ДУРДИНЕЦЬ Василь Васильович; оголошений Почесним прикордонником Мукачівською прикордонною загону;
- Міністр закордонних справ України УДОВЕНКО Геннадій Йосипович; оголошений Почесним прикордонником Окремою контрольно-пропускного пункту «Київ»; та інші.